# Anderson Francisco da Cunha
Mineiro (Pouso Alegre, Minas Gerais, Brasil, 15 de abril de 1986) es un futbolista brasileño. Juega de delantero.

## Clubes
| Club               | País   | Año         |
| ------------------ | ------ | ----------- |
| Cruzeiro           | Brasil | 2003        |
| Vila Nova (GO)     | Brasil | 2003        |
| Fluminense         | Brasil | 2004        |
| Portuguesa (RJ)    | Brasil | 2005-2008   |
| Olaria (préstamo)  | Brasil | 2008        |
| Alania Vladikavkaz | Rusia  | 2008        |
| Portuguesa (RJ)    | Brasil | 2009-2011   |
| Duque de Caxias    | Brasil | 2012        |
| Walter Ormeño      | Perú   | 2013 - 2014 |
| Unión Huaral       | Perú   | 2015 - 2016 |
| Alfredo Salinas    | Perú   | 2017        |